# Trésor d'Eberswalde
Le trésor d'Eberswalde est un ensemble de 81 bijoux en or de l'Âge du bronze final représentant un poids de 2,59 kg. C'est l'ensemble de bijoux préhistoriques le plus important jamais trouvé en Allemagne, et il est considéré comme l'un des vestiges archéologiques majeurs de l'Âge du bronze en Europe centrale. Butin de guerre des Soviétiques lors de la chute de Berlin en 1945, ces vestiges archéologiques sont depuis détenus par la Russie.

Trésor d'Eberswalde (réplique)

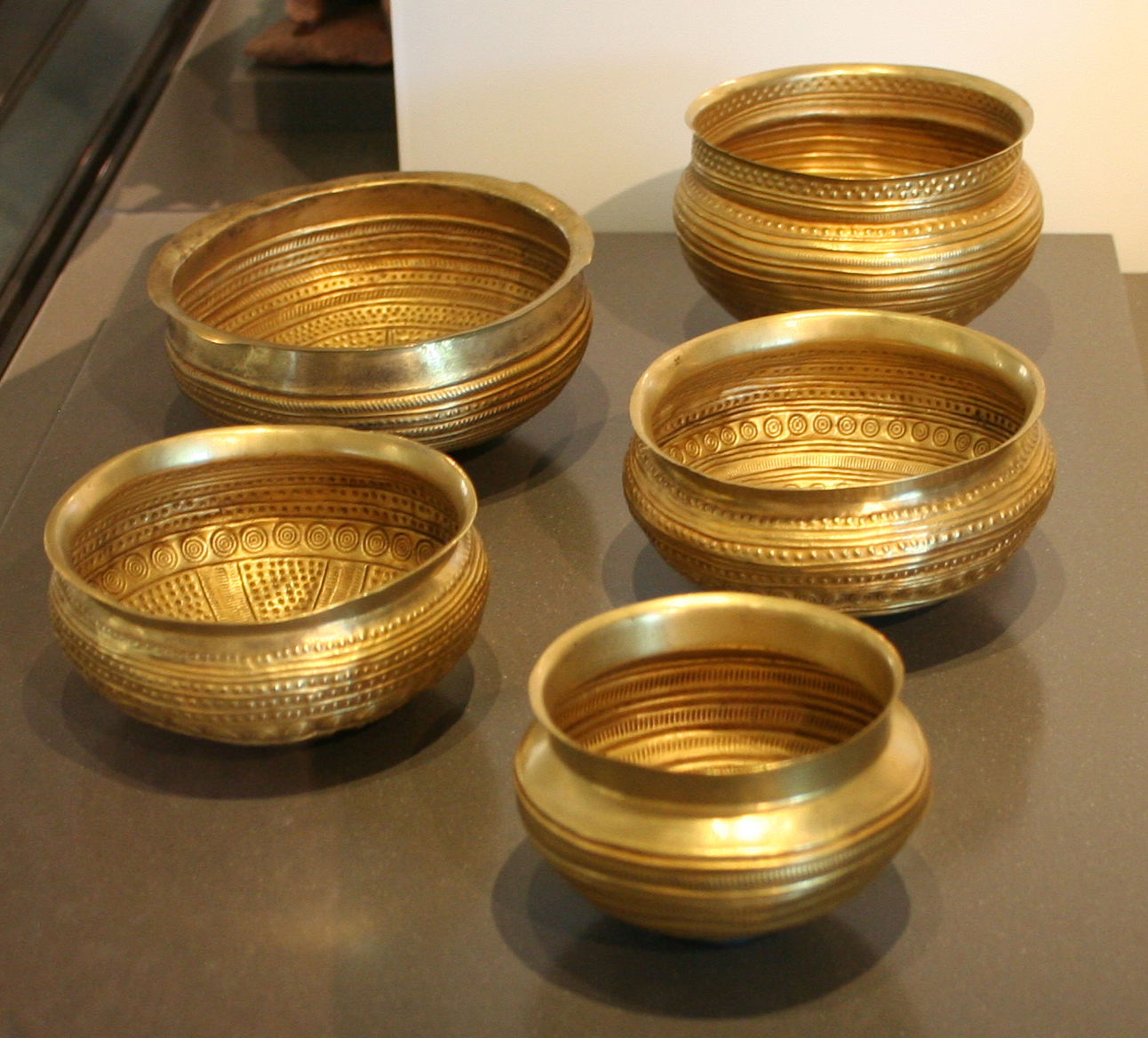
Bols en or d'Eberswalde (réplique)

## Historique
Ces objets furent trouvés à 1 m de profondeur le 16 mai 1913, alors qu'on creusait les fondations d'un nouveau bâtiment dans l'enceinte d'une usine métallurgique à Finow (Oberbarnim), un quartier d'Eberswalde, dans le Brandebourg. Le directeur de l'usine alerta Carl Schuchhardt, directeur du département de la Préhistoire du musée royal de Prusse à Berlin, qui fit incorporer ces objets dans les collections du musée.

## Description
Le trésor avait été enfoui dans un récipient globulaire muni d'un couvercle. On en retira trois coupes en or, elles-mêmes remplies de 73 bijoux. Les coupes étaient des récipients minces, somptueusement ornés. Les autres bijoux sont des torques et des bracelets (dont 60 en vrille filiforme, 55 d'entre elles attachées en faisceau). Un lingot d’or, un bâtonnet d'or en forme de pilon et deux pièces plus petites sont sans doute ce qui restait des lingots d'or une fois fondus pour produire les bijoux.
On a longtemps pensé que ce trésor représentait le stock d'un orfèvre, mais les dernières recherches conduisent à l’attribuer à un prince ou une personne de rang social élevé. Ces vestiges ont été datés du IXe siècle av. J.-C., ce qui, pour l'Europe centrale, représente l'Âge du bronze final.

## Le pillage de 1945
À la fin de la Seconde Guerre mondiale, en 1945, le trésor de Priam et le trésor d'Eberswalde avaient disparu du musée de Berlin où ils étaient exposés. Pendant des décennies, les autorités soviétiques récusèrent les accusations contre les déprédations de l’Armée rouge dans l'ancienne capitale prussienne. Mais, après la reconnaissance par le président Eltsine que le trésor de Priam était bien détenu par son pays, les autorités russes cessèrent les dénégations relatives au trésor d'Eberswalde. Puis, en 2004, un journaliste du magazine Der Spiegel le localisa dans les réserves du musée des Beaux-Arts Pouchkine de Moscou. Les négociations sur la restitution à l'Allemagne sont en cours depuis plusieurs années. Des reproductions des vestiges originaux sont exposées au musée de la Préhistoire de Berlin et au musée municipal d’Eberswalde. Les fac-similés d'Eberswalde sont l’œuvre de l'orfèvre brandebourgeois Eckhard Herrmann.